# Stubbs-Pass
Der Stubbs-Pass ist ein 900 m hoher Gebirgspass mit nordnordwest-südsüdöstlicher Ausrichtung im Grahamland auf der Antarktischen Halbinsel. Er verläuft durch die Mitte der Joerg-Halbinsel an der Bowman-Küste.
Luftaufnahmen entstanden während der United States Antarctic Service Expedition (1939–1941) und bei der Ronne Antarctic Research Expedition (1947–1948). Erstbegeher zwischen 1947 und 1948 war der britische Geodät Reginald Leonard Freeman (1913–1988) vom Falkland Islands Dependencies Survey. Das UK Antarctic Place-Names Committee benannte den Pass am 21. Juli 1976 nach Guy Miles Stubbs (* 1940), Geologe des British Antarctic Survey auf Stonington Island von 1963 bis 1965.